# Vuelta Ciclista de la República Argentina de 1990
La 1.ª edición de la  Vuelta Ciclista de la República Argentina se celebró entre el 24 de febrero y el 7 de marzo de 1990, con inicio en la ciudad de Buenos Aires y final en La Rioja. El recorrido constó de un total de 12 etapas entre las que no hubo ninguna contra reloj y cubriendo una distancia total de 1.840,1 km.
La competencia la iniciaron 18 equipos con 69 corredores (15 equipos locales y 3 extranjeros).

## Etapas
| Etapa | Fecha         | Recorrido                      | km    | Ganador                               | Líder                                |
| 1.ª   | 24 de febrero | Buenos Aires-Pergamino         | 211   | Walter Brugna (Selección de Italia)   | Walter Brugna (Selección de Italia)  |
| 2.ª   | 25 de febrero | Pergamino-Rosario              | 127   | Erminio Suárez (El Amanecer)          | Luis Correa (Selección de Chile)     |
| 3.ª   | 26 de febrero | Rosario-Santa Fe               | 148,6 | Marcelo Alexandre (El Amanecer)       | Luis Correa (Selección de Chile)     |
| 4.ª   | 27 de febrero | Santa Fe-San Francisco         | 126,1 | Claudio Ianonne (Master "A")          | Luis Correa (Selección de Chile)     |
| 5.ª   | 28 de febrero | San Francisco-Córdoba          | 209   | Walter Brugna (Selección de Italia)   | Luis Correa (Selección de Chile)     |
| 6.ª   | 1 de marzo    | Mina Clavero-Nono-Mina Clavero | 65    | Marcelo Alexandre (El Amanecer)       | Luis Correa (Selección de Chile)     |
| 7.ª   | 2 de marzo    | Mina Clavero-Merlo             | 105,4 | Roberto Escalante (S.U.P.E.-Mendoza)  | Roberto Escalante (S.U.P.E.-Mendoza) |
| 8.ª   | 2 de marzo    | Merlo-San Luis                 | 210,5 | Marcelo Alexandre (El Amanecer)       | Roberto Escalante (S.U.P.E.-Mendoza) |
| 9.ª   | 3 de marzo    | Rivadavia-Mendoza              | 158,4 | Omar Contreras (Federación Mendocina) | Roberto Escalante (S.U.P.E.-Mendoza) |
| 10.ª  | 4 de marzo    | Mendoza-San Juan               | 171,1 | Nelsón Pacheco (Selección de Chile)   | Roberto Escalante (S.U.P.E.-Mendoza) |
| 11.ª  | 6 de marzo    | San Juan-Ullum-San Juan        | 181,3 | Walter Brugna (Selección de Italia)   | Sergio Tesitore (España-La Paz)      |
| 12.ª  | 7 de marzo    | Patquía-La Rioja               | 126,7 | Ennio Barbieri (Selección de Italia)  | Sergio Tesitore (España-La Paz)      |

## Clasificaciones finales

### Clasificación individual
| Pos.        | Ciclista              | Equipo                                   | Tiempo           |
| ----------- | --------------------- | ---------------------------------------- | ---------------- |
| Malla lider | Sergio Tesitore       | España-La Paz                            | 42 h 13 min 16 s |
| 2.º         | José Villaroel        | Federación Mendocina                     | a 55 s           |
| 3.º         | Alejandro Beldoratti  | Círculo Suboficiales Policía Federal "A" | a 1 m 00 s       |
| 4.º         | Alejandro Zucarelli   | Sevillano "A"                            | a 1 m 27 s       |
| 5.º         | Fabio Oscar Placanica | Sevillano "A"                            | a 3 m 13 s       |
| 6.º         | Roberto Escalante     | S.U.P.E.-Mendoza                         | a 4 m 11 s       |
| 7.º         | Luis Correa           | Selección de Chile                       | a 4 m 45 s       |
| 8.º         | Adrián García         | Círculo Suboficiales Policía Federal "A" | a 5 m 59 s       |
| 9.º         | Gerardo Crisafulli    | Círculo Suboficiales Policía Federal "A" | a 7 m 29 s       |
| 10.º        | Juan A. Milatich      | Master "A"                               | a 7 m 30 s       |

### Clasificación premio sprinter
| Pos.        | Ciclista        | Equipo              | Puntos |
| ----------- | --------------- | ------------------- | ------ |
| Malla verde | Hugo Prattisoli | El Amanecer         | 21     |
| 2.º         | Erminio Suárez  | El Amanecer         | 19     |
| 3.º         | Walter Brugna   | Selección de Italia | 18     |

### Clasificación premio montaña
| Pos. | Ciclista       | Equipo                | Puntos |
| ---- | -------------- | --------------------- | ------ |
|      | Omar Contreras | Federación Mendocina  | 6      |
| 2.º  | Alberto Bravo  | Federación Sanjuanina | 6      |
| 3.º  | Carlos Neira   | Selección de Chile    | 4      |

### Clasificación premio mejor joven
| Pos. | Ciclista              | Equipo                                   | Puntos           |
| ---- | --------------------- | ---------------------------------------- | ---------------- |
|      | Alejandro Zucarelli   | Sevillano "A"                            | 42 h 14 min 43 s |
| 2.º  | Fabio Oscar Placanica | Sevillano "A"                            | a 1 min 43 s     |
| 3.º  | Fabían Barrientos     | Círculo Suboficiales Policía Federal "A" | a 7 min 28 s     |

### Clasificación por equipos
| Pos. | Equipo                                   | Tiempo            |
| ---- | ---------------------------------------- | ----------------- |
| 1.º  | Circulo Suboficiales Policia Federal "A" | 125 h 51 min 26 s |
| 2.º  | Sevillano "A"                            | a 4 min 8 s       |
| 3.º  | España-La Paz                            | a 1 h 17 min 40 s |